# Adolphe Crémieux
Isaac Jacob Adolphe Crémieux (30. dubna 1796 Nîmes – 10. února 1880 Paříž) byl francouzský právník a politik židovského původu. 
Jeho předkové žili v Carpentrasu jako papežští Židé a v roce 1774 se usadili v Nimes, kde Adolphův otec obchodoval s hedvábím. Adolphe Crémieux vystudoval pařížské Lyceum Ludvíka Velikého a pak právnickou fakultu Aix-Marseille Université. V roce 1818 vystoupil do zednářské lóže Grand Orient de France. Věnoval se také literární činnosti a byl spoluautorem libreta k Rossiniho opeře Vilém Tell.
Byl advokátem a od roku 1830 působil u kasačního dvora, často obhajoval lidi pronásledované z náboženských důvodů a stal se známým pro své liberální postoje. V roce 1842 byl zvolen poslancem za obvod Chinon a v letech 1843–1845 byl prezidentem centrální konzistoře. Po revoluci roku 1848 se stal ministrem spravedlnosti v prozatímní republikánské vládě, za svého působení ve funkci zakázal obchod s otroky a zrušil trest smrti za politické delikty. Po převratu Ludvíka Bonaparta byl vězněn a musel rezignovat na politickou činnost. Až roku 1869 byl znovu zvolen poslancem a po pádu císařství se stal členem vlády, kterou sestavil Louis-Jules Trochu. Ve Třetí republice byl předním stoupencem Union républicaine a v roce 1875 se stal doživotním senátorem. 
Odmítal pověru o používání křesťanské krve do macesů a obhajoval v Sýrii a Rusku Židy obviněné z rituálních vražd. Zasloužil se také o zrušení zákona, který nařizoval Židům u soudu zvláštní přísahu more judaico. V letech 1863–1867 a 1868–1880 byl předsedou Alliance israélite universelle. V roce 1870 se mu podařilo prosadil tzv. Crémieuxův dekret, který udělil alžírským Židům plné francouzské občanství. Zastával se i křesťanských maronitů pronásledovaných v Osmanské říši.
Crémiexův hrob se nachází na hřbitově Montparnasse. Je po něm pojmenována rue Crémieux v Paříži i ulice v Jeruzalémě a Tel Avivu. Známý je také jeho portrét, který namaloval Jean-Jules-Antoine Lecomte du Nouÿ. Jeho vnučkou byla spisovatelka Louise Cruppiová.